# Searsia anchietae
Searsia anchietae är en sumakväxtart som först beskrevs av Ficalho & Hiern, och fick sitt nu gällande namn av Moffett. Searsia anchietae ingår i släktet Searsia och familjen sumakväxter.

## Underarter
Arten delas in i följande underarter:
- S. a. mendoncae
- S. a. suffruticosa